# Warchalking

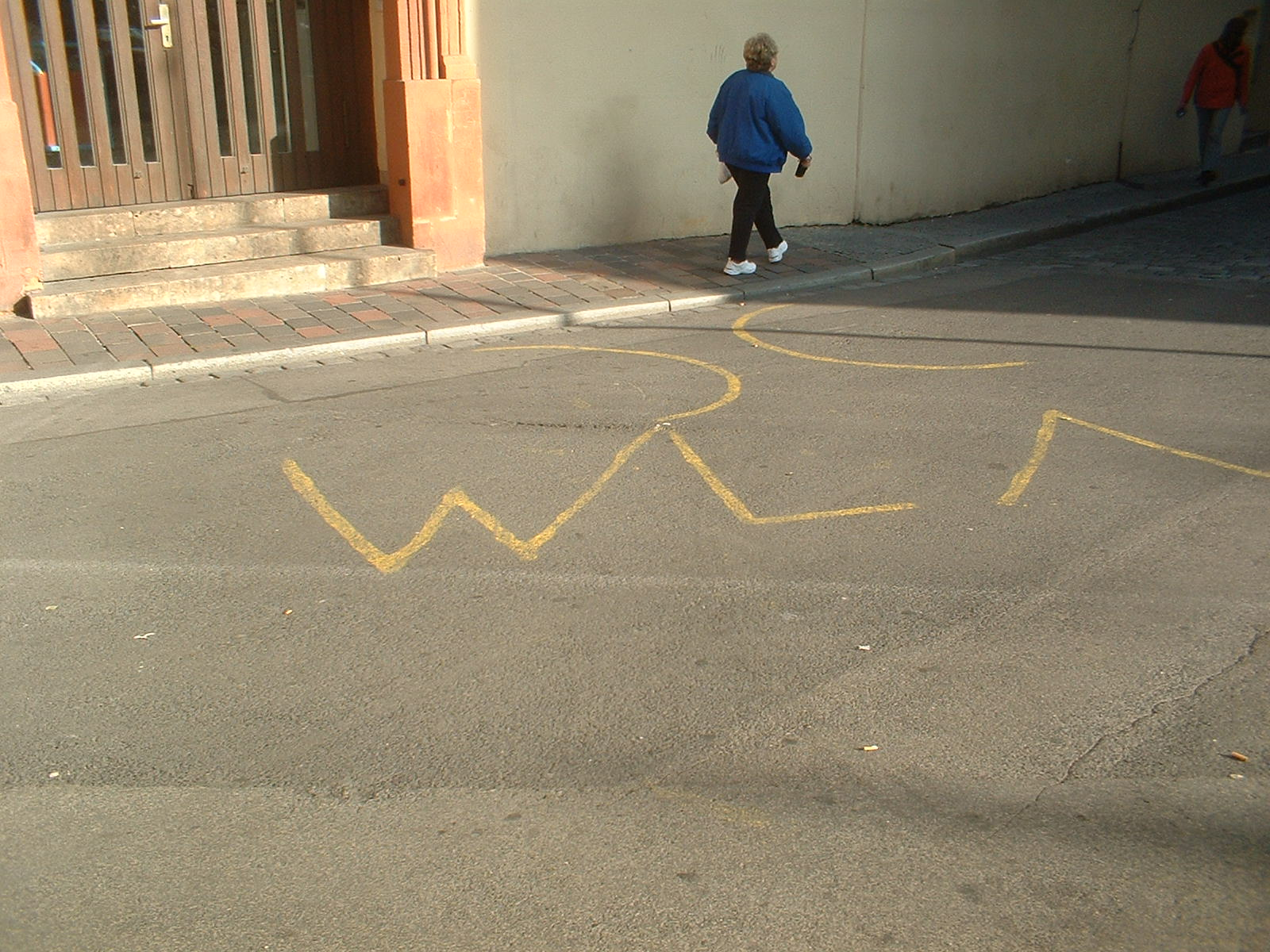
Warchalking symbool op straat

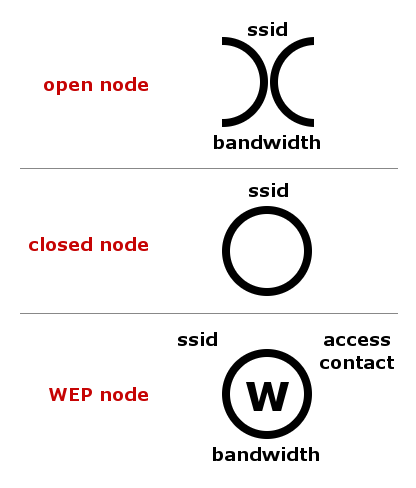
Legenda

Warchalking is het gebruik van Bargoense tekens in publieke ruimten om het bestaan en de status van een draadloos netwerk (veelal wifi) aan te geven.
De beweging is begonnen tijdens de zomer van 2002 in Londen door informaticus Matt Jones, die het idee op zijn blog plaatste. Het concept werd geïnspireerd door de krijtnoteringen die vroeger werden gebruikt om informatie aan een kameraad mee te delen over de vriendelijkheid van een plaats of zijn inwoners. De schepper Matt Jones begon door drie mogelijke warchalking-symbolen op zijn blog te plaatsen. Twee halve cirkels met de rug tegen elkaar duiden op een open netwerk, een gewone cirkel op de aanwezigheid van een gesloten net, en een cirkel met de  "W" erin wijst op een net met WEP. Idealiter zou elk symbool vergezeld gaan met de SSID naast het teken en eventueel de sleutel die als wachtwoord dienst zou doen. 
Omdat de krijtnoteringen tijdelijk zijn, hopen warchalkers om wettelijke boetes te vermijden voor het schenden van openbaar of privé bezit. De term warchalking wordt afgeleid uit crackertermen war dialing en wardriving.
Het debat omtrent de legaliteit van warchalking is nog altijd gaande.